# Janvier 1965
Cette page présente les faits marquants du mois de janvier 1965.

## Évènements
- Séjour de Che Guevara, ministre cubain de l’Industrie, en Guinée et au Mali.
- Campagne de Martin Luther King pour le droit de vote dans le Sud.
- 1er janvier, (Formule 1) : Grand Prix automobile d'Afrique du Sud.

- 4 janvier : le président Johnson proclame la  « Grande Société » dans son discours sur l'état de l'Union. Il fait en 1965 un travail législatif sans précédent : loi sur l’enseignement, Medicare, loi sur le vote des Noirs dans le Sud, loi Hart-Celler sur l’immigration supprimant les quotas, Appalachian Regional Development Act, Public Works ans Economic Development Act, réduction des impôts indirects, administration consacré à la vieillesse dans le département HEW (Santé), département du Logement et du Développement Urbain.
- 16 janvier : Accord sectoriel entre le Canada et les États-Unis portant sur l’automobile[1].
- 19 janvier : mission spatiale Gemini 2 visant à tester une dernière fois les composants de la capsule et du lanceur Gemini avant le premier vol habité.
- 20 janvier, (Indonésie)[2] : Soekarno quitte l’ONU qui a accepté la Malaisie.

- 26 janvier : le hindî est proclamé langue nationale en Inde[3]. Opposition dans le sud des populations à langues dravidiennes.

## Naissances
- 4 janvier
  - Yvan Attal, acteur et réalisateur français.
  - Julia Ormond, actrice britannique.
  - Guy Forget, joueur de tennis français.
- 8 janvier : 
  - Pascal Obispo, chanteur français.
  - Eric Wohlberg, coureur cycliste.
- 9 janvier : Joely Richardson, actrice britannique.
- 11 janvier : Bertrand de Billy, chef d'orchestre français.
- 15 janvier : Pascal Deynat, naturaliste français.
- 18 janvier : Valérie Damidot, animatrice de télévision et actrice française.
- 19 janvier : Sébastien Ajavon, homme d’affaires et homme politique béninois.
- 20 janvier : Sophie Rhys-Jones Comtesse de Wessex, épouse d'Edward de Wessex.
- 22 janvier : Diane Lane, actrice américaine.
- 26 janvier : Kevin McCarthy, homme politique américain, représentant des États-Unis pour la Californie depuis 2007 et 55e président de la Chambre des représentants des États-Unis depuis 2023.

## Décès
- 4 janvier : Thomas Stearns Eliot, écrivain britannique.
- 17 janvier : 
  - Pierre Gerlier, cardinal français, archevêque de Lyon (° 14 janvier 1880).
  - Austin Claude Taylor, homme politique du Nouveau-Brunswick.
- 24 janvier : Winston Churchill, homme d'État britannique.
- 27 janvier : Jean Desprez, comédienne.
- 28 janvier : Maxime Weygand, général français.
- 30 janvier : Bernard Fleetwood-Walker,  peintre britannique (° 22 mars 1893).
- 17 janvier : Austin Claude Taylor, homme politique du Nouveau-Brunswick.